# Alectryon cardiocarpus
Alectryon cardiocarpus är en kinesträdsväxtart som beskrevs av P.W. Leenhouts. Alectryon cardiocarpus ingår i släktet Alectryon och familjen kinesträdsväxter. Inga underarter finns listade i Catalogue of Life.